# Didemnum etiolum
Didemnum etiolum är en sjöpungsart som beskrevs av Kott 1982. Didemnum etiolum ingår i släktet Didemnum och familjen Didemnidae. Inga underarter finns listade i Catalogue of Life.